# ビリー・グラハム国際大会

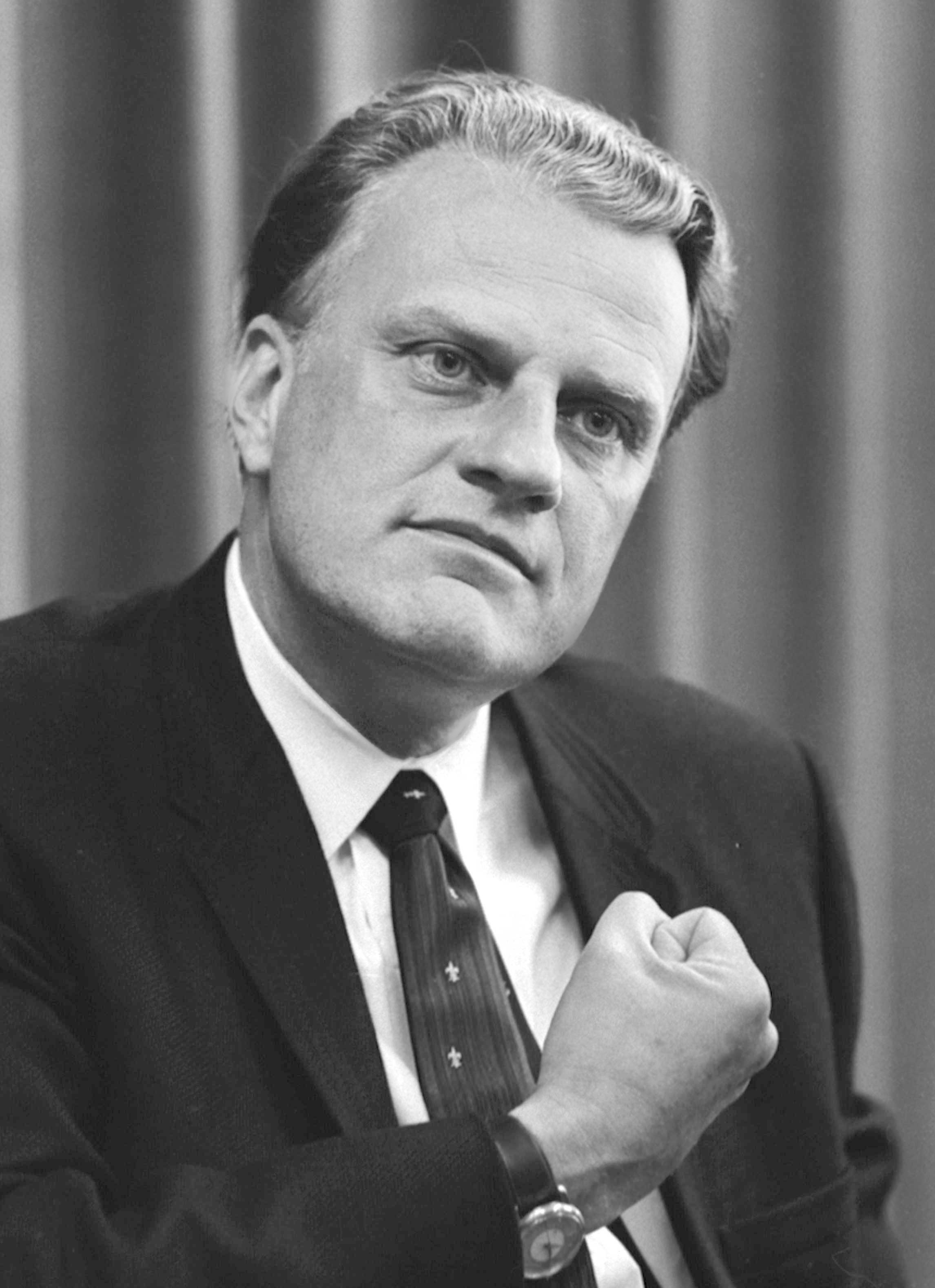
ビリー・グラハム　1966年

ビリー・グラハム伝道大会（ビリー・グラハムでんどうたいかい）およびビリー・グラハム国際大会（ビリー・グラハムこくさいたいかい）は、国際的な福音伝道者、ビリー・グラハムを講師とする伝道大会である。日本で4回にわたって開かれた。

## 各大会の概要

### ビリー・グラハム伝道大会
1956年2月、国際スタジアムで開かれ、聴衆3万人、決心者1,200人だった。立教大学では教職者向けのセミナーも開かれた。

### 第二回ビリー・グラハム伝道大会
1967年10月、日本武道館と後楽園球場で開かれ、聴衆延べ20万人、決心者1万5,000人だった。日本福音同盟は全面協力を決議し、福音派の教会のほとんどが協力したが、日本基督教団では反対運動が起こされた。

### ビリー・グラハム国際大会
1980年10月、後楽園球場等を会場とし、沖縄、大阪、東海、広島、福岡、東京の全国で開催された。聴衆約33万5,000人、決心者2万6,038人だった。

### 第二回ビリー・グラハム国際大会
1994年1月、東京ドームで開かれた。聴衆延べ13万人を集め、決心者5万2,000人だった。また伝道大会の模様は衛星放送を通して主要都市で中継された。

## 讃美
ビリー・グラハムの伝道大会では、キリストには代えられません（I'd rather have in Jesus）、輝く日を仰ぐときが讃美された。決心のまねきの時の讃美歌はいさおなき我を（Just As I Am）である。